# Ліптовський Петер
Ліптовський Петер (словац. Liptovský Peter) — село, громада округу Ліптовський Мікулаш, Жилінський край, регіон Ліптов. Кадастрова площа громади — 6,12 км².
Населення 1312 осіб (станом на 31 грудня 2018 року).

## Історія
Ліптовський Петер згадується 1286 року.

## Географія
Протікає Млинський потік.

## Населення
| Рік:            | 1994. | 2004.   | 2014.   | 2024.   |
| --------------- | ----- | ------- | ------- | ------- |
| Кількість осіб: | 1389  | 1361    | 1370    | 1265    |
| Різниця:        |       | -2,01 % | +0,66 % | -7,66 % |

| Рік:            | 2023. | 2024.   |
| --------------- | ----- | ------- |
| Кількість осіб: | 1280  | 1265    |
| Різниця:        |       | -1,17 % |